# Il paese del melodramma

Locandina

Il paese del melodramma è un film del 2023 diretto da Francesco Barilli e interpretato da Luca Magri e Luc Merenda. Prodotto dallo stesso Magri insieme a Pietro Corradi e Antonio Amoretti per Avila Entertainment, in collaborazione con Rai Cinema, segna il ritorno alla regia di un film cinematografico per l’ottantenne Barilli a trentadue anni di distanza da La domenica specialmente, e come interprete anche di Luc Merenda (star del genere poliziottesco), a sedici anni da Hostel 2. La pellicola, che racconta di un cantante lirico alcolizzato perseguitato dalla morte, è un ibrido surreale tra horror, dramma, e commedia, ma soprattutto è una riflessione sulla vita e i fallimenti personali di un individuo. Il regista, che firma la sceneggiatura insieme al montatore Nicola Tasso, ha anche curato la scenografia e interpretato la parte del padre di Luca Magri. Il paese del melodramma, è stato distribuito nelle sale cinematografiche Italiane il 30 novembre 2023.

## Trama
Carlo Gandolfi è stato in passato un più che promettente baritono. La sua carriera di cantante liririco si è interrotta in seguito alla tragica morte di moglie e figlia in un incidente aereo. Questo, lo ha portato a diventare un alcolista e a distruggere la sua vita. Ma un giorno, gli appare la Morte che vuole a tutti i costi il suo ritorno in scena nei panni di Macbeth...

## Produzione
Francesco Barilli, fatta eccezione per un breve segmento dell'horror La casa nel vento dei morti (2012) di cui era anche uno degli attori principali, non ha più diretto un film dal 1991, cimentandosi nel corso degli anni nella regia di serie T.V, documentari, cortometraggi e spot pubblicitari. Il paese del melodramma, segna il suo ritorno come regista di un lungometraggio cinematografico.
Luca Magri, oltre a interpretare Carlo Gandolfi ha lavorato al film anche in veste di produttore.
La pellicola è stata prodotta con il contributo di Rai Cinema, e con il supporto del MiC.
Luc Merenda è tornato a recitare per Francesco Barilli 44 anni dopo Pensione paura.
Il paese del melodramma è stato girato interamente a Parma tra la primavera e l'estate del 2022. Buona parte della vicenda è ambientata al Teatro Regio di Parma.
Il regista e sceneggiatore Francesco Barilli, ha anche interpretato la parte dell'anziano padre di Carlo. Barilli, ha spesso alternato la carriera di regista con quella di attore fin dai tempi di Prima della rivoluzione (1964), quando Bernardo Bertolucci lo scelse come protagonista.
Il caldo torrido avvertitosi nella zona di Parma durante l'estate 2022, ha creato molte difficoltà alla troupe durante le riprese.
Davide Pulici, critico cinematografico e fondatore della nota rivista Nocturno, interpreta la parte del prete.
Eugenio Maria Degiacomi è un vero cantante lirico. Oltre a interpretare il rivale di Carlo, ha lavorato al film anche come consulente.
La scena con Carlo e il prete ambientata nel Duomo di Parma in origine non era presente in sceneggiatura ed è stata girata con una piccola troupe di seconda unità  nel febbraio 2023, diversi mesi dopo le riprese ufficiali e quando il film era in fase di post-produzione.
Terza collaborazione tra Francesco Barilli come regista e Luca Magri come attore protagonista dopo La casa nel vento dei morti (Barilli ne aveva diretto un segmento), e il noto cortometraggio L'urlo.
Nina Torresi, che interpreta Angelica, è la figlia del direttore della fotografia del film Alessio Gelsini Torresi. L’attrice, in passato aveva già recitato con Luca Magri in La casa nel vento dei morti e ne Il vincente.

## Distribuzione
Il paese del melodramma, venne proiettato in anteprima il 14 novembre 2023 al Parma Film Festival - Invenzioni dal Vero, dove Francesco Barilli ha anche ritirato il premio alla carriera. In seguito, il film è stato distribuito nei cinema il 30 novembre 2023 da Avila Entertainment, e in streaming a pagamento sulla piattaforma Amazon Prime nel giugno 2024.

## Edizioni home video
Il film, è stato pubblicato in DVD e in Blu-Ray Disc il 18 dicembre 2024 da Terminal Video/Dynit e Avila Entertainment. In tutti e due i formati, tra i contenuti extra è incluso anche il cortometraggio L'urlo (2019), sempre diretto da Barilli e interpretato da Luca Magri.

## Accoglienza critica
Nonostante la scarsa affluenza di pubblico nel numero limitato di sale in cui è uscito, Il paese del melodramma, grazie al suo stile surreale e fuori dagli schemi ha avuto un discreto successo di critica ottenendo numerose recensioni positive che inneggiavano al ritorno al cinema di Francesco Barilli e di Luc Merenda. Il film, nel 2024 ha vinto il Silver Remi Award al WorldFest-Houston International Film Festival, e il Premio Aldo Lado alla terza edizione del Vespertilio Awards.
Giancarlo Zappoli su MyMovies, ha dato al film 3 stelle su 5, elogiando l'interpretazione di Luca Magri nei panni del protagonista e l'atmosfera in cui è immersa la vicenda.
Marco Giusti, nella sua recensione su Dagospia scrive che Barilli a 80 anni sa ancora usare bene la macchina da presa, che il redivivo Luc Merenda nei panni della morte è in gran forma, e che il critico cinematografico Davide Pulici nel breve cameo di un sacerdote, è un prete perfetto.
Su FilmTV, Fiaba Di Martino assegna 7 come voto al film, e nella recensione lo definisce "Emblema di un circuito chiuso dell'arte, audio e visiva".
Davide Comotti, su Nocturno da al film 4 stelle su 5 elogiando la visione artistica di Francesco Barilli e la prova attoriale di Luc Merenda nel ruolo della morte.
Sul mensile Ciak, il film di Barilli ha avuto una valutazione di 3 stelle su 5.
Giacomo Calzoni di Sentieri selvaggi, da al film 2 stelle e mezzo su 4, ritenendolo fuori dal tempo, dalle mode, e dai generi, con delle scivolate nel ridicolo involontario, ma anche coraggioso, e dotato di una disarmante sincerità nella scena dove Carlo è in chiesa col prete, interpretato con bravura dal critico Davide Pulici.
Beatrice Tomasetti sul sito TheSpot.news scrive una recensione entusiastica, definendo il protagonista-produttore Luca Magri uno dei talenti più promettenti del cinema Italiano e la fotografia di Alessio Gelsini Torresi "una vera delizia visiva".